# Kulami
Kulami ist ein abstraktes, zufallsloses Strategiespiel für zwei Spieler, erdacht von Andreas Kuhnekath und erschienen 2011 bei Steffen Spiele. Das Spiel steht auf der „Empfehlungsliste zum Spiel des Jahres 2012“ und erhielt 2013 die Auszeichnung „Mensa Select“.

## Spielidee und Ablauf
Abwechselnd platzieren beide Spieler die eigenen Glaskugeln auf dem vor Spielbeginn aus Holzplatten zusammengestellten Spielfeld. Dabei bestimmt jeweils die vom Gegner zuvor abgelegte Kugel die erlaubten Reihen und Platten. Punkte erhalten die Spieler bei Spielende für alle Platten, auf denen sie die Mehrheit an Kugeln besitzen; es gewinnt der Spieler mit den meisten Punkten. In den erweiterten Varianten erhalten die Spieler zusätzliche Punkte für lange Reihen und das größte zusammenhängende Gebiet.
Das Spielmaterial umfasst:
- 17 rechteckige Holzplatten in unterschiedlichen Größen: 4× 6 Felder, 5× 4 Felder, 4× 3 Felder und 4× 2 Felder (insgesamt 64 Felder)
- je 28 Glaskugeln in Rot und Schwarz

Vor Spielbeginn setzen die Spieler das Spielfeld aus den 17 Holzplatten zusammen. Die Anordnung ist beliebig, jedoch darf die Ausdehnung des Spielfeldes in alle Richtungen maximal 10 Felder betragen. Außerdem erhält jeder Spieler sämtliche 28 Kugeln einer Farbe. Der Startspieler wird ausgelost.
Abwechselnd platzieren die Spieler nun jeweils eine Kugel auf dem Spielfeld. Die erste Kugel darf auf einem beliebigen Feld platziert werden, ab dem zweiten Zug gelten bestimmte Regeln für das Platzieren: Eine Kugel darf stets nur in eine der beiden Reihen gelegt werden, deren Schnittpunkt die zuvor gelegte Kugel bildet. Außerdem darf eine Kugel nicht auf einer Platte abgelegt werden, die einer der beiden Runden zuvor bespielt wurde.
Das Spiel endet, wenn alle Kugeln platziert wurden oder ein Spieler seine Kugel nicht mehr platzieren kann, ohne die Regeln zu verletzen. Abschließend zählen beide Spieler ihre Punkte zusammen: Jede Platte, auf der ein Spieler die Mehrheit an Kugeln besitzt, zählt Punkte entsprechend der Plattengröße. Gleichmäßig besetzte Platten werden nicht gewertet. 
Für erfahrene Spieler existieren darüber hinaus zwei Regelerweiterungen, bei denen es zusätzliche Punkte für das größte zusammenhängende Gebiet sowie Reihen mit einer Länge über mindestens fünf Feldern gibt.

## Hintergrund
Kulami ist ein reines Strategiespiel und besitzt keine Zufallselemente oder verdeckten Elemente. In der Spieltheorie kann es damit sowohl den Spielen mit vollständiger Information als auch den Spielen mit perfekter Information zugeordnet werden.

## Kritiken
Die Kritiken zu Kulami fielen insgesamt sehr positiv aus. Gelobt wurden neben dem hochwertigen Spielmaterial insbesondere die einfachen Spielregeln sowie der variable Aufbau des Spielfeldes, der stets neue Spielentwicklungen ermögliche.